# Hermann Arthur Jahn
Hermann Arthur Jahn (pronúncia em alemão: [ˈhɛrman ˈartuːɐ̯ ˈjaːn]) (Colchester, 31 de maio de 1907 — Southampton, 24 de outubro de 1979) foi um químico inglês de origem alemã.
Juntamente com Edward Teller identificou o efeito Jahn-Teller.

## Biografia
Filho de Friedrich Wilhelm Hermann Jahn e Marion May Curtiss.
Graduado em química na University College London, em 1928. Doutorado em 14 de fevereiro de 1935 sob orientação de Werner Heisenberg na Universidade de Leipzig, com a tese "The rotation and oscillation of the methane molecule". No período 1935 a 1941 pesquisou no Laboratório de Pesquisas Davy Faraday Royal Institution em Londres.

## Carreira
De 1941 a 1946 esteve baseado na Royal Aircraft Establishment no Farnborough Airfield. Foi o primeiro professor de matemática aplicada da Universidade de Southampton, de 1949 a 1973. Publicou artigos sobre Mecânica quântica e teoria dos grupos.